# Sport in 1967
Dit artikel is een samenvatting van de belangrijkste sportfeiten uit het jaar 1967.

## Dammen
- Het Nederlands kampioenschap werd van 4 maart t/m 1 april in Utrecht en Apeldoorn gespeeld en met overmacht (22 punten uit 13 partijen) gewonnen door Ton Sijbrands die daarmee voor de 1e keer Nederlands kampioen werd. Harm Wiersma baarde opzien door op 13-jarige leeftijd beslag te leggen op de 3e plaats.

- Het Europees kampioenschap werd van 20 juni t/m 1 juli in Livorno gespeeld en met 26 uit 15 gewonnen door Ton Sijbrands die Vjatsjeslav Sjtsjogoljev en Andris Andreiko op SB-punten voorbleef.

## Schaken
- Het Nederlands kampioenschap schaken werd gespeeld in Zierikzee en gewonnen door Hans Ree met op de plaatsen 2 en 3 Hans Bouwmeester en Eddie Scholl.

- Het Belgisch kampioenschap schaken werd gewonnen door Jan Rooze.

1965 · 1966 · 1967 · 1968 · 1969 · 1970 · 1971 · 1972 ·1973 · 1974 · 1975 · 1976 · 1977 · 1978 · 1979 · 1980 · 1981 · 1982 · 1983 · 1984 · 1985 · 1986 · 1987 · 1988 · 1989 · 1990 · 1991 · 1992 · 1993 · 1994 · 1995 · 1996 · 1997 · 1998 · 1999 · 2000 · 2001 · 2002 · 2003 · 2004 · 2005 · 2006 · 2007 · 2008 · 2009 · 2010 · 2011 · 2012 · 2013 · 2014 · 2015 · 2016 · 2017 · 2018 · 2019 · 2020 · 2021 · 2022 · 2023 · 2024 · 2025